# 전국민주노동조합총연맹
전국민주노동조합총연맹(全國民主勞動組合總聯盟, 영어: Korean Confederation of Trade Unions, KCTU)은 대한민국 노동조합의 상급단체 중 하나이다. 본부 소재지는 서울특별시 중구 정동길 3 경향신문사 14층이다. 약칭은 대내적으로는 총연맹(總聯盟), 대외적으로는 민주노총(民主勞總)이라고 부른다.
1995년 11월 11일 창립하였으며 창립 당시 가입 조합원 수는 42만여 명이었다. 창립 당시에는 비합법 조직이었으나 1997년 노동관계법의 개정과 함께 합법적인 조직이 되었고 1998년 무렵 가입 조합원수가 52만여 명으로 증가하였으며 한국노총과 더불어 대한민국 노동조합의 양대 전국 조직으로 자리잡았다. 2021년 12월 기준으로, 가입 조합원 노동자수는 약 121만 3000명이다. 2023년 현재 민주노총 위원장은 양경수이며 사무총장은 전종덕이다.

## 역사

### 노동조합 결성 운동
1945년 광복 직후 노동자들의 이해관계를 대변해야 될 조직의 필요성을 역설한 노동운동가들에 의해 1945년 11월 1일 한국의 첫 노동조합인 좌파 계열 노동운동가들과 조선공산당 박헌영 등의 후원을 배경으로 한 조선노동조합전국평의회(약칭 전평)와 우파 계열이며 이승만, 김구, 김규식을 명예총재로 하고 유진산, 전진한, 김두한 등을 중심으로 한 대한노동조합총연합회(약칭 대한노총)이 출범했다.
조선노동조합전국평의회는 좌파 불법화에 따라 불법단체로 간주되어 1950년 강제해산당하였으나 대한노총은 1960년까지도 존속했다. 그러나 1961년 5월 16일 5·16 군사 정변 이후 집권한 군사 정권은 노동조합 운동을 모두 불법으로 간주, 5월 20일 대한노총 역시 불법단체로 간주하여 강제 해산시켰다.

### 민주노동조합 운동

#### 민주노동조합 운동의 시작
대한민국은 1970년대 급속도의 경제성장을 이루었으나 경제성장의 한 축이었던 노동자들의 근무 조건은 매우 열악하였다. 1980년대가 되어도 노동자의 상황은 크게 달라지지 않았다. 그러나 노동자들의 의식은 변화하였다. 당시 많은 노동자들이 야학 등의 교육을 통해 자신들의 불합리한 처지를 개선시키기 위해 노동조합을 결성하여야 한다는 것을 깨닫게 되었다. 이들은 사측에서 이름만 걸어놓거나 협력적인 사람들로 구성된, 쉽게 말하면 회사의 말을 잘 듣는 어용노조를 대신할 민주노조를 결성하기 시작한다.
박정희·전두환 정권은 민주노동조합 활동을 탄압하였다. 1985년 노동자들은 전두환 군사독재정권의 노동운동 탄압에 맞서 한국전쟁 이후 최초의 동맹파업투쟁인 구로동맹파업을 벌였다. 그러나 구로동맹파업은 결국 군사독재정권의 탄압으로 인해 44명의 구속자와 1천여명의 탄압성 해고자가 발생하는 상처를 남기고 해산되었다. 이후 노동조합 운동가들은 기업을 뛰어넘는 민주 노동조합 연대 기구를 만들기 위해 노력하였다.
구로동맹파업 이후 노동운동가들은 서울노동운동연합과 같은 노동운동단체를 결성하였다. 그러나 1986년 전두환 정권은 이를 반국가단체로 몰아 구성원 대부분을 구속 수감하고 모진 고문을 가했다. 당시 노동운동가들은 유죄 판결을 받고 길게는 2년 6개월을 복역하였다. 2001년 대한민국 정부는 이때의 활동을 민주화 운동으로 인정하고 관련자들의 명예를 회복하였다.

### 전국노동조합협의회 시대

#### 전국노동조합협의회의 태동
1987년 대한민국에서는 민주화운동의 성과와 함께, 노동자의 권리에 대해 생각한 노동자들의 대규모 파업과 노동조합 설립이 잇달았다. 이후 회사의 말을 잘 듣는 어용노조가 아닌, 노동자의 목소리를 대변하는 민주적인 노동조합을 설립하는 사업장은 계속하여 늘어갔으며 1989년에는 노동조합 설립이 최절정에 달했다. 이와 함께 기존의 한국노동조합총연맹이 노동자의 권익과 목소리를 대변하는 민주노조가 아닌, 자본가와 정부의 입장에 타협하는 어용노조라는 비판을 내놓으며 민주적인 상급단체의 설립 필요성이 제기되었다. 이에 1989년 전국노동조합협의회의 준비를 위한 활동이 전개되었다.

#### 창립대회
1990년 1월 22일 수원의 성균관대학교 자연과학캠퍼스에서 전국노동조합협의회는 창립대의원대회를 열고 단병호를 초대 위원장으로 선출하였다. 이날의 창립대회는 원래 서울대에서 열릴 예정이었으나, 경찰이 원천봉쇄하는 탄압을 하자 성균관대학교 자연과학캠퍼스로 옮겨 치러졌으며 창립대회 직후 130여명의 노동조합 관계자들이 연행되었다. 이날 전국노동조합협의회는 창립선언문에서 노동기본권의 쟁취, 비민주시대의 청산 등을 자신들의 과제로 선언하였다.
창립 이후 비합법적인 노동조합 상급단체의 역할을 해오던 전국노동조합협의회는 1995년 보다 넓은 노동자의 참여와 산업별 노동조합의 건설이라는 과제를 실현하기 위해 발전적으로 해체하고 민주노동조합총연맹을 결성하기로 한다.

### 전국민주노동조합총연맹 시대

#### 창립과 합법화 이전
1995년 11월 11일 민주노동조합총연맹이 창립되었다. 창립당시 862개의 단위 노조가 민주노총에 가입하였고 조합원 수는 42만여 명이었다. 초대 위원장은 권영길, 수석부위원장은 단병호였다.
| “ | 민주노총으로 결집한 우리는 인간다운 삶과 존엄성을 유지할 수 있는 노동조건의 확보, 노동기본권의 쟁취, 노동현장의 비민주적 요소 척결, 산업재해 추방과 남녀평등의 실현을 위해 가열차게 투쟁할 것이다. 나아가 우리는 사회의 민주적 개혁을 통해 전체 국민의 삶의 질을 개선함과 더불어 조국의 자주, 민주, 통일을 앞당기기 위해 가열찬 투쟁을 전개할 것이다. 이와 함께 우리는 국경을 넘어서서 전 세계 노동자의 단결과 연대를 강화하고 침략전쟁과 핵무기 종식을 통한 세계평화 실현을 위해 노력할 것이다. | ” |
|   | — 창립선언문 |   |

창립 당시 민주노총은 여전히 비합법 조직이었고 노동운동에 대한 정권의 시각 역시 변하지 않았다. 민주노총의 결성 준비가 한창이던 1994년 노동부 장관을 지낸 남재희는 다음과 같이 회고하고 있다.
| “ | (노동부 장관의 제의를 받자 고민을 많이 했는데) 내가 고민이 된다는 것은 당시의 정치분위기나 내가 짐작하는 YS정권의 노동정책 방향이 내 생각과는 맞지 않을 것이라는 우려 때문이었다. …… 노태우 정권까지 노동정책은, 말하자면 치안정책이었다.……노 정권이 되어 좀 완화되기는 하였으나 치안 정책에는 변함이 없었다. 노동문제에 경찰, 검찰의 입김이 압도적이었고 경찰청장 출신이 잇달아 노동청장이 된 적도 있었다. | ” |
|   | — 남재희 |   |

김영삼 정부는 민주노총을 불법조직으로 바라보았으며 대화의 상대로 인정하려 하지 않았다. 1996년 당시 집권여당이던 신한국당은 노동법을 날치기 통과하였고 민주노총은 이에 총파업으로 맞섰다. 이 과정에서 민주노총 지도부의 많은 수가 수배자가 되었다.

#### 합법화 이후
1999년 김대중정부에서 민주노동조합연맹은 합법적인 조직이 되었다. 합법화 이후인 2000년 민주노동조합연맹의 조합원 수는 52만명으로 늘었다. 민주노총의 창립은 대한민국 노동조합 운동에 큰 변화를 가져왔다. 타협적인 성향을 갖는 한국노총의 영향력이 약화된 반면 보다 강경하고 투쟁적인 성향을 가진 민주노총의 영향력이 커졌다. 민주노동당이 대한민국 제17대 국회에 국회의원을 배출하면서 민주노총의 위상은 더욱 커지게 되었다.
2014년 12월, 민주노총은 상급노동단체 중 민주화 이후 처음으로 위원장을 가맹 조합원 전원의 직접 투표, 즉 직선제로 선출하였고 제8기 지도부 이후부터는 위원장 직선제 체제로 지도부 선출 방식을 개혁하였다.

## 역대 임원

### 1기 1대 임원
1995.11 ~ 1997.2
- 위원장 : 권영길
- 수석부위원장 : 양규헌
- 부위원장 : 김영대, 단병호, 박문진, 배범식, 배석범, 정해숙, 허영구, 허장
- 사무총장 : 권용목

### 2기 2대 임원
1998.3 ~ 1999.9
- 위원장 : 이갑용
- 수석부위원장 : 유덕상
- 부위원장 : 이상춘, 허영구, 김영대, 이규재, 단병호
- 사무총장 : 고영주

### 2기 3대 임원
1999.9 ~ 2001.1
- 위원장 : 단병호
- 수석부위원장 : 허영구
- 부위원장 : 김영대, 양경규, 배종배, 유덕상, 이규재, 아상춘, 허영구
- 사무총장 : 이수호

### 3기 4(1)대 임원
2001.1.1 ~ 2002.8
- 위원장 : 단병호
- 수석부위원장 : 허영구
- 부위원장 : 김태일, 차수련, 배종배, 김예준, 박문진, 이규재
- 사무총장 : 이홍우

- 2002.5 ~ 2002.8 : 비대위원장 백순환(금속연맹)

### 3기 4(2)대 임원
2002.8 ~ 2004.1
- 위원장 : 단병호
- 수석부위원장 : 유덕상
- 부위원장 : 신승철, 이향원, 홍준표, 김형탁
- 사무총장 : 이재웅

### 4기 5대 임원
2004.4.1 ~ 2006.2
- 위원장 : 이수호
- 수석부위원장 : 강승규
- 부위원장 : 오길성, 신승철, 김지예, 이혜선
- 사무총장 : 이석행

- 2005.10~2006.02 : 비대위원장 전재환 (금속연맹)
- 2006.02~2006.02 : 비대위원장 남궁현 (건설연맹)

### 4기 6대 임원
2006.2 ~ 2007.2
- 위원장 : 조준호
- 수석부위원장 : 윤영규
- 부위원장 : 김지희, 진영옥, 이태영, 허영구, 최은민
- 사무총장 : 김태일

### 5기 7대 임원
2007.1.26 ~ 2009.2.9
- 위원장 : 이석행
- 수석부위원장 : 진영옥
- 부위원장 : 허영구, 주봉희, 전병덕, 박정곤, 김지희, 김은주
- 사무총장 : 이용식

- 2009.2~2009.3 : 비대위원장 임성규 (공공연맹)

### 5기 8대 임원
2009. 04. ~ 2010. 01.
- 위원장: 임성규
- 수석부위원장: 정의헌
- 부위원장: 배강욱, 반명자, 김경자
- 사무총장: 신승철

### 6기 9대 임원
2010.1 ~ 2012.11
- 위원장 : 김영훈
- 수석부위원장 : 정의헌
- 부위원장 : 정희성. 정혜경, 노우정, 양성윤, 정용건
- 사무총장 : 강승철

- 2012.11~2013.3 : 비대위원장 백석근 (건설산업연맹)

### 7기 10대 임원
2013.7 ~ 2014.12
- 위원장 : 신승철
- 수석부위원장 : 양성윤
- 부위원장 : 주봉희, 이상진, 김경자
- 사무총장 : 유기수

### 8기 11대 임원
2015.1 ~ 2017.12
- 위원장 : 한상균
- 수석부위원장 : 최종진
- 부위원장 : 김경자, 정혜경, 김욱동, 김종인, 이상진
- 사무총장 : 이영주

### 9기 12대 임원
2018.1 ~ 2020.7
- 위원장 : 김명환
- 수석부위원장 : 김경자
- 부위원장 : 유재길, 정혜경, 이상진, 양동규, 봉혜영, 엄미경, 윤택근
- 사무총장 : 백석근

### 10기 13대 임원
2021.1 ~
- 위원장: 양경수
- 수석부위원장 : 윤택근
- 부위원장: 김은형, 박희은, 한성규, 양동규, 이양수, 이태의
- 사무총장: 전종덕

## 조직
2019년 4월 기준 민주노총에는 총가맹조직이 16개 가입되어 있으며 조합원 수는 약 101만4845명이다. 민주노동조합총연맹에 가입되어 있는 산하 조직은 다음과 같다.
- 전국건설산업노동조합연맹 : 건설노동자 및 예비 건설노동자들의 노동조합
- 전국공공운수노동조합연맹 : 우체국, 운수업 등의 공공기관에서 일하는 노동자들의 노동조합.
- 전국공무원노동조합
- 전국교수노동조합
- 전국금속노동조합
- 전국대학노동조합
- 전국보건의료산업노동조합
- 한국비정규교수노동조합
- 전국사무금융노동조합연맹
- 전국서비스산업노동조합연맹
- 전국언론노동조합
- 전국여성노동조합연맹
- 전국교직원노동조합연맹
- 전국민주화학섬유노동조합연맹
- 전국정보경제서비스노동조합연맹

### 최근의 조직 변화
2009년 4월 10일 인천지하철공사노조, 인천국제공항공사 노조 등이 민주노총을 탈퇴하였다. 반면, 2009년 9월 23일 통합공무원노조가 새로운 출범과 함께 민주노총에 가입했다. 또한 우체국 비정규직 노동자들이 노동조건 개선을 위해 민주노총 공공운수노조(공공노조)에 우편지부를 만들어 가입하였다.

## 내부 규약

### 강령
1. 우리는 자주적이고 민주적인 노동조합 운동의 역사와 전통을 계승하고, 인간의 존엄성과 평등을 보장하는 참된 민주 사회를 건설한다.
2. 우리는 노동자의 정치 세력화를 실현하고 제민주 세력과 연대를 강화하며, 민족의 자주성과 건강한 민족 문화를 확립하고 민주적 제권리를 쟁취하며 분단된 조국의 평화적 통일을 실현한다.
3. 우리는 미조직 노동자의 조직화 등 조직 역량을 확대 강화하고, 산업별 공동 교섭, 공동 투쟁 체제를 확립하여 산업별 노동조합을 건설하고 전체 노동조합 운동을 통일한다.
4. 우리는 권력과 자본의 탄압과 통제를 분쇄하고 노동 기본권을 완전 쟁취하며, 공동 결정에 기초한 경영 참가를 확대하고 노동 현장의 비민주적 요소를 척결한다.
5. 우리는 생활 임금 확보, 고용 안정 보장, 노동 시간 단축, 산업 재해 추방, 모성 보호 확대 등 노동 조건을 개선하고, 남녀 평등 실현 등 모든 형태의 차별을 철폐하고 안전하고 쾌적한 노동 환경을 쟁취한다.
6. 우리는 독점 자본에 대한 규제를 강화하고 중소 기업과 농업을 보호하며, 사회 보장, 주택, 교육, 의료, 세제, 재정, 물가, 금융, 토지, 환경, 교통 등과 관련한 정책과 제도를 개혁한다.
7. 우리는 전 세계 노동자와 연대하여 국제 노동 운동 역량을 강화하고 인권을 신장하며, 전쟁과 핵무기의 위협에 맞서 항구적인 세계 평화를 실현한다....

### 기본 과제
1. 우리는 자주적이고 민주적인 노동조합 운동의 역사와 전통을 계승하고 이를 발전시킨다.
2. 우리는 인간의 존엄성과 평등이 보장되는 참된 민주 사회를 건설한다.
3. 우리는 노동자의 정치 세력화를 실현하고 제민주 세력과의 연대를 강화한다.
4. 우리는 언론, 출판, 집회, 결사, 시위, 사상의 자유 등 민주적 제권리를 쟁취한다.
5. 우리는 민족의 자주성을 확립하고 분단된 조국의 평화적 통일을 실현한다.
6. 우리는 산업별 공동 교섭, 공동 투쟁 체제를 확립하고 산업별 노동조합을 건설한다.
7. 우리는 미조직 노동자를 조직하고 전체 노동조합 운동을 통일한다.
8. 우리는 권력과 자본의 탄압을 분쇄하고 교사, 공무원의 단결권 등 노동 기본권을 완전 쟁취한다.
9. 우리는 자본의 합리화 전략에 따른 노동 통제와 노동 강도 강화를 저지한다.
10. 우리는 공동 결정에 기초한 경영 참가를 확대하고 노동 현장의 비민주적 요소를 척결한다.
11. 우리는 생활 임금과 주 40시간 노동제를 쟁취하고 유급 휴일, 유급 휴가를 확대한다.
12. 우리는 남녀, 직종, 학력, 기업, 국적간 차별을 철폐하고 동일 노동 동일 임금을 쟁취한다.
13. 우리는 해고와 실업을 방지하고 완전 고용과 고용 안정을 쟁취한다.
14. 우리는 산업 재해와 직업병을 추방하고 쾌적하고 안전한 작업 환경을 쟁취한다.
15. 우리는 남녀 평등을 실현하고 모성 보호를 확대하여 여성의 평생 일터를 쟁취한다.
16. 우리는 사회 보장 제도와 주택, 교육, 의료 제도를 개혁하여 전 국민의 인간다운 삶을 쟁취한다.
17. 우리는 국내외 독점 자본에 대한 규제를 강화하고 중소 기업과 농업을 보호, 육성한다.
18. 우리는 세제, 재정, 물가, 금융, 토지, 환경, 교통 등과 관련한 제도와 정책을 개혁한다.
19. 우리는 퇴폐적인 문화를 척결하고 건강한 민족 문화를 확립한다.
20. 우리는 전 세계 노동자와 연대를 강화하고 전쟁과 핵무기 위협에 맞서 세계 평화를 실현한다.

## 의사결정 구조
민주노총의 최고의결기구는 조합원총회이다. 그러나 조합원총회의 소집은 극히 이례적이며 중요한 의결을 이루는 정기적인 의결기구는 대의원대회이다. 상시적인 활동은 중앙위원회와 중앙집행위원회, 상임집행위원회의 의사결정에 의해 이루어진다. 위원장은 각종 회의를 소집하고 의장이 된다. 제반 사무 업무는 사무총장이 총괄하는 사무국을 통해 이루어진다.
2010년 1월 28일의 신임 지도부 선거 결과 한국철도공사 출신의 김영훈이 위원장으로 기아자동차 출신의 강승철이 사무총장으로 당선되었다. 선거결과는 제49차 대의원대회에서 확정 발표되었으며 이날 4명의 부위원장이 함께 선출되었다.

## 주요 활동

### 노사정 대타협
IMF 구제금융사건 이후 김대중의 국민의 정부는 외환위기의 타결책으로 사회적 대타협을 제안한다. 김대중 정부는 노사정위원회를 구성하고 사용자 측의 노동유연성 재고를 위한 정리해고의 도입과 노동자 측의 노동기본권의 확대를 골자로 하는 노사정 대타협을 추진하였다. 민주노총은 제1기 노사정위원회에 당시 배석범 위원장이 대표로 참석하였다. 배석범 위원장은 정리해고를 받아들이는 대신에 공무원과 교원의 노동조합 결성권리를 인정받았다. 이 합의는 이후 전국교직원노동조합의 합법화로 이어졌다. 그러나, 민주노총은 대의원대회를 통해 구조조정과 정리해고를 인정한 배석범 위원장을 불신임하였다.
새로 위원장에 당선된 이용갑 민주노총 위원장은 노동자의 일방적인 희생을 강요하는 결정에 찬성할 수 없다고 선언하고 노사정위원회 불참을 선언하여 정부, 한국노총과 한국경영자총협회 만이 참여한 가운데 노사정 대타협이 이루어졌다. 이로 인해 기업은 경영난에 따른 구조조정을 이유로 정리해고를 감행하여 노동조합과 갈등이 고조되었다. 한편 정리해고는 노동조합의 조직률을 떨어뜨려 노동조합 자체의 힘을 약화시키는 원인이 되었다. 1999년, 노동조합의 조직률은 11.7%까지 떨어졌다.

### 산별노조 운동
기업별 노동조합, 특히 대기업 노동조합의 경우 정규직의 고용안정에 직결된 사항에는 민감하게 대응하지만 중소기업이나 비정규직 노동자의 처우 개선에는 소극적인 모습을 보이는 등 여러 문제가 있어왔다. 이에 민주노총은 산업별 노동조합으로 노동조합을 재편하고 산업별 교섭을 강화하여 이러한 문제를 해결하려 하고 있다. 2003년 이후 민주노동조합연맹의 핵심 산별노조인 전국금속노동조합이 금속산업사용자협회와 산별교섭을 진행하고 있다. 그러나 조합원수 16만명에 이르는 완성차 4개사의 노동조합이 이에 불참하는 등 산별 중앙교섭에 참여하는 인원이 17%에 불과해 산업별 노동조합 운동의 한계를 드러내고 있기도 하다.

### 비정규직 문제
민주노총은 비정규직의 축소와 차별 철폐를 위한 사업을 펼치고 있다. 2005년부터 비정규직 권리보장법을 청원하였으며 2008년에는 비정규·장기투쟁사업장을 순회투쟁하고 노동청 앞에서 농성 전개하는 직접행동을 선언하기도 하였다.
2010년 선거 과정에서 부위원장 후보로 나선 정승호는 "자기 사업장 비정규직 문제도 해결하지 못하면서 '비정규직 철폐'를 얘기하지는 말자"고 민주노총의 관성을 지적했다. 하지만 공공기관에서 일하는 노동자들의 노동조합인 전국공공운수노동조합의 경우 전국우편지부가 2012년에 생기는 등  비정규직노동자들의 목소리도 민주노총에서는 존재하고 있다.

### 복수노조 추진
1997년 노사정위원회의 합의는 복수의 노동조합 상급단체를 인정하면서도 한국노총의 요청을 받아들여 사업장 단위의 복수 노동조합은 인정하지 않았다. 민주노총은 이러한 노사정위원회의 결정에 노동자의 단체결성권을 제한한다는 이유로 반대하며 복수노조 설립 인정을 요구하였다. 이후 2011년 7월부터 복수노조는 합법화되었다.

### 정치 활동
2002년 대한민국 제16대 대통령 선거에 초대 위원장이었던 권영길이 후보로 나선 이후 민주노총은 진보정치 실현을 위한 지원을 하고 있다. 민주노동당이 설립된 이후 민주노총은 민주노동당에 대해 배타적인 지지를 선언하고 있다.
그러나 민주노총의 이러한 민주노동당 지지에도 불구하고 실제 조합원의 정치의식 변화에는 실패하고 있다는 비판이 있다. 진보의 입장에서 2008년 대한민국 제17대 대통령 선거의 실패를 평가한 《절망 사회에서 길찾기》는 민주노총이 한국노총과의 정책 연대에 골몰한 나머지 표를 구걸하고 민주노동당이 노동자를 대표하기 보다는 "그들을 대신하여 정치를 하는" 것으로 인식되어 노동자를 주체가 아닌 객체로 전락시킨데 원인이 있다고 비판하고 있다.
진보신당 연대회의가 민주노동당에서 분당된 이후에도 민주노총의 공식 입장은 민주노동당에 대한 배타적 지지를 고수하고 있다. 그러나, 2009년 12월 임성규 위원장은 "이대로 가면 2010년 지방선거 이후 두 진보신당이 모두 낮은 지지율로 전락할 것이며 민주노동당이 진보신당에 압도당할 것"이라 발언하며 두 정당의 통합을 촉구한 바 있다.

## 최근 현황

### 쟁점
- 2010년 1월 현재 민주노총과 정부, 경총간의 최대 쟁점은 노동조합 및 노동관계조정법(노조법) 개정안 시행령의 제정이다. 정부와 경총은 복수노조 설립인정의 유예와 노동조합 전임자에 대한 임급 지급의 금지를 골자로 하는 시행령을 입법예고하였고 민주노총은 이에 크게 반발하고 있다.[30]

### 선거
- 2010년 1월 28일 민주노총은 제49차 대의원대회를 통해 지도부 선거 결과 위원장에 김영훈 등 신임 지도부의 당선을 확정하였다.[21]

## 논란 및 비판

### 경찰관 폭행 및 재물손괴 등
2019년에는 현대중공업 노조가 주주총회장을 점거하고 폭력행위를 저질렀다. 5월 22일 집회에서는 경찰관을 폭행해 경찰관 19명이 이가 부러지거나 손목 인대가 늘어나는 등 부상을 입었다. 5월 27일, 울산지방법원은 현대중 노조에 대해 주주총회장 점거 시 5000만원을 배상하도록 했음에도 불구하고, 노조는 법원의 판결을 무시하고 주총장까지 점거했다. 주총장 점거 과정에서 유리창을 깨트리면서 회사 측 경비원 1명이 중상, 6명이 경상을 입었다.

### 비노조원 집단 폭행 및 차량 손괴 등
2021년 7월 1일부터 SPC그룹이 파리바게뜨 노조와해를 지시하였다는 것이 밝혀졌다. 민주노총 소속 운송기사들은 항의의사를 표출하는 과정에서 노조원이 아닌 무고한 운송기사를 집단으로 폭행하였고, 파리바게뜨 트럭에 손괴를 입혔다. 노조원이 아닌 점주들은 운송 피해를 호소하였다.

### 북한 공작원 접선 국가보안법위반
국가정보원은 10여년 간 수사를 거쳐 최고위층 간부가 북한(조선민주주의인민공화국)으로부터 지령을 받고 반국가활동을 했다는 혐의 등으로 2023년 1월 18일 전국민주노동조합총연맹(통칭 '민주노총') 본부 사무실을 경찰과 압수수색했다.
노조 간부 A씨는 2017년 캄보디아, 2019년 베트남에서 북한 문화교류국 공작원을 만나 공작금을 받고 지하조직 결성 등에 대한 지령을 전달받았고 한국으로 돌아와 보건의료 노조와 광주 기아차 소속 노조원을 포섭해 하부 조직을 만든 뒤 반정부 활동에 나섰다. 다른 3명의 간부들은 별도의 동남아시아 국가에서 북한 공작원을 접촉해 활동하였다. 이들 전국민주노동조합총연맹 전현직 간부들은 북한 대남공작기구인 문화교류국(옛 225국) 공작원을 접촉해 활동 지령을 받고 자금을 수수하였다.

### 투쟁 방식에 대한 비판
전국민주노동조합총연맹은 과거의 집회와 시위 위주의 단체행동을 바탕으로 한 투쟁방식으로 비판받고 있다. 특히 경찰버스 파손 및 경찰 물품 탈취 등의 폭력시위 혐의로 손해액을 전부를 배상하라는 판결을 받는 등 총연맹의 반정부 폭력시위가 비판을 받고 있다.
이런 투쟁 방식으로 산하 노조가 잇따라 탈퇴하기도 하였다. 이에 대해 한국노동연구원 석좌연구위원 최영기는 “민노총도 이제 투쟁 방식을 바꿀 때가 됐다”며 “국정운영 기조의 변화를 명분으로 총파업을 한다는 것은 조합원들에게 설득력이 떨어질 수밖에 없다”며 정치투쟁 중심인 노동운동에 대해 문제를 제기했다. 특히 “현재의 집단행동과 같은 강경투쟁이 아닌 여론의 지지를 얻고 정부에 압력을 가할 수 있는 소프트 파워를 꾸준히 축적해나가야 한다”고 강조했다.
2010년 11월에는 서울에서 열리는 G20 정상회의와 관련하여 민주노총은 행사기간중 대규모 시위를 준비중이라고 밝혔다. 당시 한국노총은 G20은 국가대사인 만큼 시위를 하지 않겠다고 밝힌바 있다.
또한 1995년 민주노총 탄생에 주도적 역할을 했던 서울지하철노조가 민주노총에서 탈퇴하기로 결정했다. 향후 서울지하철노조는 다른 노조들과 함께 6월경 제3노총 설립에 나설 예정이다. 서울지하철노조는 지난 1987년 노조 설립 이래 '파업철'이라는 별명이 붙을 정도로 대표적인 민주노총 산하 강성노조였다. 그러나 4월 27일부터 29일까지 민주노총 탈퇴 여부를 묻는 찬반 투표결과 전체 조합원의 약 53%가 찬성하여 민주노총에서 탈퇴하게 되었다. 이와 관련 정연수 서울지하철노조 위원장은 "그동안 노동운동은 상층 지도부의 기득권 유지를 위한 정치이념투쟁과 귀족 노동운동에 매몰돼 왔다"며 민주노총의 노선을 비판했다.

### 허세욱 병원비 지불 논란
2007년 3월 29일 참여정부의 한미FTA에 반대하여 허세욱이 분신한 사건이 있었다. 이후 민주노총은 치료비 모금 운동을 벌였다. 2007년 3월 29일 노무현정부의 한미FTA에 반대하여 분신한 허세욱의 분신 이후 치료비 모금 운동을 벌여 7000여만원을 모았으나 민주노총은 수술비 등 경제적 부담은 본인들이 책임지겠다는 각서를 작성하였다.
그러나 민주노총은 병원비를 지불하지 않았고, 4월 3일 한강성심병원측은 민주노총에 지불 책임이 있다고 주장하였다. 이날 민주노총 대변인 우문숙은 “각서까지 쓴 실질적인 보호자 민주노총을 허세욱이 사망하던 순간까지 배제시켜 놓고 이제 와서 병원비를 내라는 병원 측의 처사를 이해할 수 없다며 “허씨를 위해 모금한 7000여만원 중 장례비용을 제외한 나머지 6700여만원을 추모사업에 쓰기 위해 모두 허세욱 추모사업회에 기증했다고 주장했다. 병원 관계자는 “7000여만원의 모금액 중 치료비를 지불하고 나머지 돈으로 추모사업을 하는 게 맞지 않느냐며 소송을 해서라도 치료비를 받겠다고 대응하였다.
2007년 9월 1일 조선일보는 민주노총이 고인의 유지와 상관없이 일부 유족과 병원측이 민주노총과 민주노동당을 배제하고 장례를 진행한다는 이유로 치료비 지급을 하지 않는 처사를 하고 있다고 보도했다. 특히 조선일보는 당시 민주노총 대변인이었던 우문숙 대변인이 모금액 가운데 사용한 돈 500여만 원의 용처에 대해서 “쓰긴 썼는데 어떤 비용으로 들어갔는지는 정확히 모르겠다”고 발언했다고 보도했다.
민주노총은 조선일보가 관련 사실을 왜곡 보도하고 있다는 반박 성명을 발표하였다. 민주노총은 반박 성명에서 병원측이 먼저 대책위원회의 제안을 거부하고 치료와 장례의 과정에서 대책위원회를 배제하였으며 심지어는 사망한 사실도 알려주지 않아 치료비를 지급할 수 없었다고 조선일보의 보도를 반박하는 한편 모금액은 이후 허세욱 열사 기념 사업을 위해 쓰일 것이라 밝혔다. 또한 당시 이용식 민주노총 사무총장은 조선일보가 500여만 원의 용처에 대해 보도한 것은 “조선일보 기자가 민주노총 대변인과의 전화통화에서 민주노총이 모금한 금액을 잘못 알아듣고 현재 남은 잔액과 단순비교해 완전히 잘못된 기사를 썼다”고 밝히며 우문숙 대변인이 그와 같은 발언을 한 적이 없다고 지적하였다.
2008년 민주노총은 유족 및 병원과 합의하여 치료비 잔액을 부담하였다. 2008년 4월 15일 허세욱 기념관이 문을 열었다.

### 전직 민주노총 간부(석권호)의 행적[50]
석권호는 전국민주노동조합총연맹(민주노총) 전 조직쟁의국장으로, 북한의 지령을 받아 간첩 활동을 한 혐의로 기소되어 2024년 11월 6일 수원지방법원에서 징역 15년을 선고받았다. 그는 2017년부터 2022년까지 북한 문화교류국 공작원과 접선하여 지령을 받고, 민주노총 내 지하조직을 구축하는 등 간첩 활동을 수행한 혐의를 받았다. 특히, 2022년 이태원 참사 이후에는 북한으로부터 해당 사건을 반정부 투쟁에 활용하라는 지령을 받은 것으로 밝혀졌다. 석권호 씨의 부친인 석달윤 씨는 1980년 '진도 간첩단' 조작 사건의 피해자로, 중앙정보부에 의해 고문을 당하고 무기징역을 선고받았으나, 2009년 재심에서 무죄를 선고받았다. 그는 2021년 9월까지 민주노총 조직쟁의국장으로 재직하였으며, 이후 전직 간부로서 활동하였다.

## 같이 보기
| - 건설국민승리21 - 민주노동당 - 통합진보당 - 진보당 - 권영길 - 이갑용 - 단병호 - 전진한 - 허정 - 허세욱 - 오종렬 - 용산참사 |